# Caenurgina erechtea
Caenurgina erechtea là một loài bướm đêm trong họ Erebidae.

## Hình ảnh

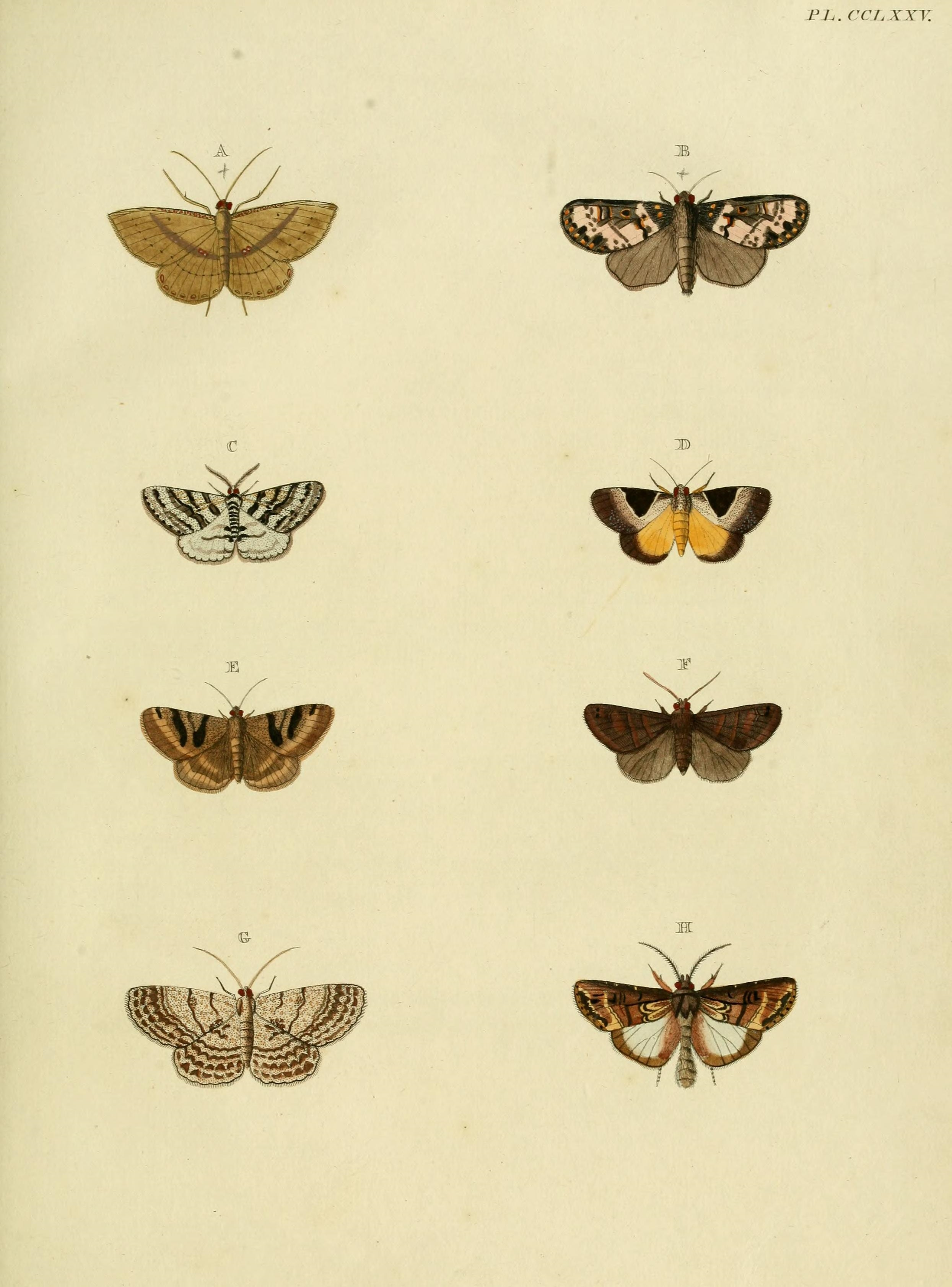

- Tập tin:Tập
- Tập tin:Tập